# Willy Kreitz

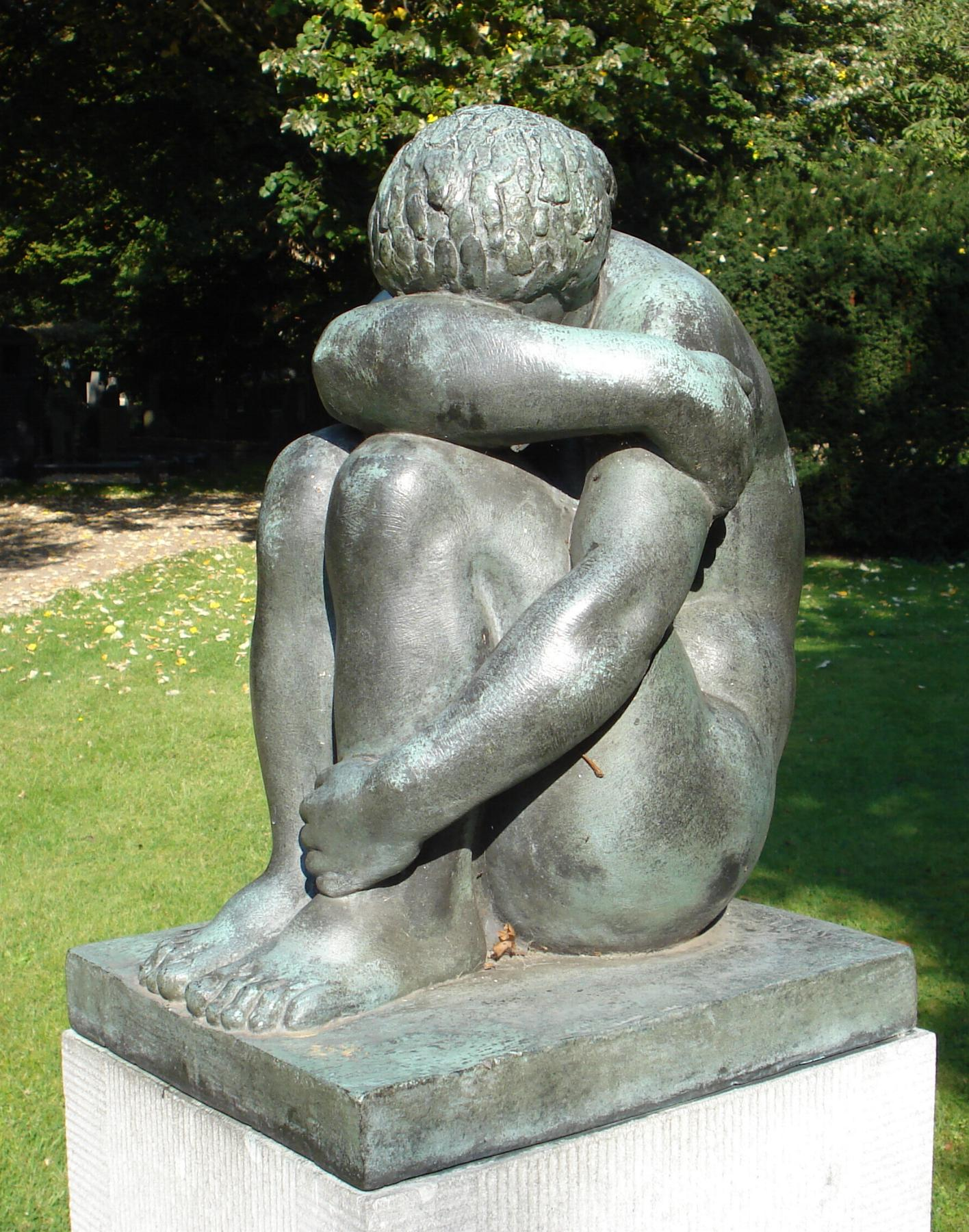
Treurende Vrouw von Willy Kreitz in Vlaardingen

Wilhelm „Willy“ Kreitz (* 21. September 1903 in Antwerpen; † 3. Juli 1982 in Uccle) war ein belgischer Eishockeyspieler und Bildhauer. 

## Karriere
Willy Kreitz nahm für die belgische Nationalmannschaft an den Olympischen Winterspielen 1928 in St. Moritz und 1936 in Garmisch-Partenkirchen teil. Mit seinem Team belegte er 1928 den achten von elf Rängen. Er selbst kam im Turnierverlauf zu drei Einsätzen. Bei den Winterspielen 1936 belegte er mit seiner Mannschaft den 13. und somit letzten Platz und kam erneut in drei Spielen zum Einsatz. Auf Vereinsebene spielte er für CPA Antwerpen. 
Bei den Olympischen Sommerspielen 1936 in Berlin nahm er an den Kunstwettbewerben teil. 
Aus Anlass der Jubiläumsfeierlichkeiten zu einhundert Jahren belgischen Eishockeys wurde er im November 2008 gemeinsam mit Björn Steijlen, Jef Lekens, Mike Pellegrims, Bob Moris senior und Bob Moris junior zum Mitglied der belgischen Jahrhundertmannschaft ernannt.